# Passiflora filamentosa
Passiflora filamentosa Cav. – gatunek rośliny z rodziny męczennicowatych (Passifloraceae Juss. ex Kunth in Humb.). Występuje endemicznie w Brazylii (w stanach Espírito Santo, Minas Gerais, Rio de Janeiro).

## Morfologia
PokrójZdrewniałe, trwałe, owłosione liany.
Liście5-klapowane, mają 10–12 cm długości. Ząbkowane, z tępym lub ostrym wierzchołkiem. Ogonek liściowy jest owłosiony i ma długość 15–40 mm. Przylistki są liniowe, mają 8 mm długości.
OwoceSą kulistego kształtu. Mają 4 cm długości.